# Alaxchelicera
Alaxchelicera là một chi nhện trong họ Linyphiidae.